# Раевский, Сергей Александрович
Сергей Александрович Раевский (1844—1940) — видный деятель Харьковского народного образования; попечитель Харьковского учебного округа.

## Биография
Происходил из рода харьковского мелкопоместного дворянства, одной из ветвей дворянского рода Раевских
В 1863 году он одним из лучших выпускников окончил 1-ю Харьковскую гимназию и поступил на физико-математический факультет Харьковского университета. Уже на втором курсе он стал совмещать учёбу с неоплачиваемой работой учителя в первой женской школе. Затем педагогическую деятельность он продолжил учителем математики в реальном училище.
В 1869 году стал членом открывшегося Харьковского общества грамотности. В это же время Мария Дмитриевна Иванова открыла в Харькове частную школу рисования и живописи, в которой Раевский стал преподавать черчение. Очень скоро Сергей Раевский и Мария Иванова поженились и через некоторое время школа переехала в дом, построенный Раевским (улица Чернышевская, 6), где она находилась вплоть до постройки школьного здания на Каплуновской улице. В 1872 году у них родился сын Александр, ставший известным конструктором паровозов.
Раевский организовал в Харькове народные чтения и как бессменный председатель Комиссии народных чтений, распространил её деятельность по устройству чтений на уездные города и сёла Харьковской губернии. Деятельное участие он принимал также и в Обществе исправительных приютов. В службу он вступил 17 августа 1874 года.
В 1879 году он впервые был избран гласным Харьковской городской думы. По его инициативе в Харькове были открыты ремесленное училище и в 1886 году художественный музей. Работая в реальном училище, а затем окружным инспектором учебного округа, Раевский дослужился до чина действительного статского советника (с 01.01.1898). В этот период он был награждён орденами Св. Станислава 2-й степени (1887), Св. Анны 2-й степени (1890) и Св. Владимира 4-й степени (1894).
По инициативе Раевского при поддержке губернатора Г. А. Тобизена и финансовой помощи П. И. Харитоненко (выделил 2 тыс. руб.) 4 июня 1900 года состоялась торжественная закладка Обществом грамотности здания Народного дома, торжественное открытие которого состоялось 2 февраля 1903 года — он стал 3-м в России: первый открыт в Нижнем Новгороде, второй — в Санкт-Петербурге. В Народном доме читались лекции, проходили концерты: 5 марта 1903 года и 30 апреля 1905 года здесь выступал Ф. И. Шаляпин. В Народном доме работали вечерние школы и драматический кружок, которым руководил этнограф И. М. Хоткевич; сюда приезжал К. С. Станиславский. На международной выставке в Брюсселе харьковский Народный дом был отмечен почётным дипломом. В 1901 году Раевский был награждён орденом Св. Владимира 3-й степени, в 1904 — орденом Св. Станислава 1-й степени.
С 28 марта 1906 года по 31 марта 1908 года С. А. Раевский был попечителем Харьковского учебного округа; в 1907 году получил орден Св. Анны 1-й степени; в 1908 году вышел в отставку с производством в чин тайного советника[уточнить].
Раевский стал членом кадетской партии. Продолжал добиваться различных улучшений в сфере народного образования: подал записку о введении в губернии всеобщего начального образования, ходатайствовал об открытии высших женских курсов, обустраивал исправительные приюты.
В 1919 году он приветствовал вход в Харьков войск А. И. Деникина. Новая администрация во главе с генералом В. З. Май-Маевским провела выборы в городскую думу, куда был избран и С. А. Раевский. Однако это депутатство продлилось менее полугода, до прихода Красной армии. В апреле 1921 года он оказался в числе обвиняемых по делу «Национального центра», члены которого поддержали белогвардейскую власть — среди 23 подследственных гласных думы был и Раевский. На суде выяснилось, что открывая одно из заседаний городской думы, как старейший гласный, Раевский произнёс речь, в которой говорил о необходимости помощи Добровольческой армии в деле отражения врага. Решение суда было удивительным: несмотря на призывы обвинителя к суровым мерам, гласные думы были либо осуждены условно, либо оправданы, — относительно Раевского: «…принимая во внимание его многолетнюю работу на поприще просвещения широких рабочих масс — считать по суду оправданным».